# Dominikanerinnenkloster Feldkirch

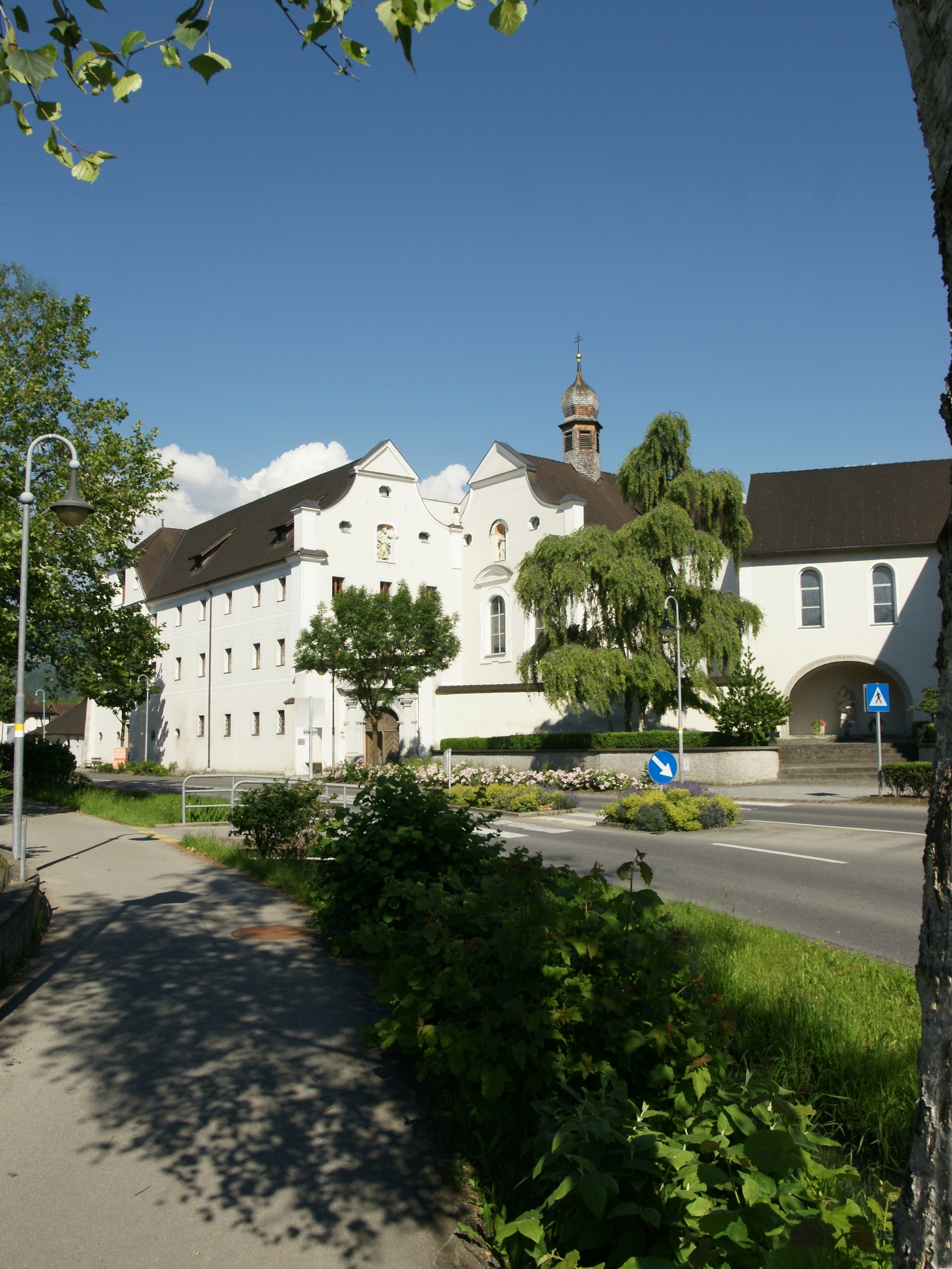
Kloster, Verbindungstrakt, Kirche

Das Dominikanerinnenkloster Feldkirch, auch Kloster zum Englischen Gruß, steht im Stadtteil Altenstadt in der Stadt Feldkirch in der Klosterstraße 2.

## Lage
Das Kloster ist durch einen Verbindungstrakt mit der südlicher liegenden Dominikanerinnenkirche Maria Verkündigung verbunden.

## Geschichte
Das Kloster ist seit der 1. Hälfte des 15. Jahrhunderts nachweisbar. Seit 1551 sind die Ordensschwestern Dominikanerinnen des Dritten Ordens und seit 1640 mit Klausur Dominikanerinnen des Zweiten Ordens.

## Kloster
Das bestehende Kloster wurde im Jahre 1634 errichtet und in den Jahren 1679 bis 1681 vergrößert. Die Front zur Klosterstraße zeigt mehrere Giebel, davon zwei mit Rücksprung der Klosteranlage und südlich weiterführendem Verbindungstrakt zur Kirche. Dahinter liegen zwei durch die Klostertrakte gebildete Rechteckhöfe. Die plastische Gestaltung des Rundbogenportals und der Fassadengliederung mit Mauernische mit Figur des hl. Dominikus entstanden um 1680. Nördlich des Klosters stehen Wirtschaftsgebäude.
In der nicht zugänglichen Klausur befindet sich eine Pietà aus Salzburg um 1410.